# HD 4796
HD4796 — хімічно пекулярна зоря спектрального класу A0, що має видиму зоряну величину в смузі V приблизно  7,7.
Вона  розташована на відстані близько 1098,2 світлових років від Сонця.

## Пекулярний хімічний вміст
Зоряна атмосфера HD4796 має підвищений вміст 
Si
.